# Бонапарт, Шарль Люсьен
Шарль Люсье́н Жюль Лора́н Бонапа́рт (Ка́рло Луча́но Джу́лио Лоре́нцо Бонапа́рте, фр. Charles Lucien Jules Laurent Bonaparte, итал. Carlo Luciano Giulio Lorenzo Bonaparte; 24 мая 1803, Париж — 29 июля 1857, там же) — французский орнитолог, унаследовавший от отца Люсьена титул князя Канино и Музиньяно.

## Биография
Племянник императора Наполеона, старший сын Люсьена Бонапарта и его второй жены
Александрины де Блешам (1778—1855). Принц Музиньяно (как его называли в молодости) посещал различные итальянские университеты и затем отправился в США, где посвятил себя изучению природы. Плодом этого было фундаментальное сочинение «Американская орнитология» (3 тома, Филадельфия, 1825), составившее ему репутацию в научном мире.
28 июня 1822 года женился в Брюсселе на своей кузине, Зинаиде Шарлотте Юлии (дочери Жозефа Бонапарта). В честь жены впоследствии назвал род горлиц-зенайд. Затем на некоторое время перебрался к тестю в Филадельфию. По возвращении из Америки он поселился в Риме, где издал труд «Иконография итальянской фауны» (Позвоночные, 3 т., Рим, 1833—41, большой фолиант). Кроме того, в различное время он написал: «Specchio comparativo delle ornitologie di Filadelfie» (Рим, 1827), «Sulla seconda edizione del regno animale di Cuvier» (Болонья, 1830), «Catalogo metodico dei mammiferi europei» (Милан, 1845) и «Catalogo metodico dei pesci europei» (Неаполь, 1846). Он основал периодические собрания итальянских учёных, на которых его несколько раз избирали президентом.
В Риме Бонапарт принимал деятельное участие в революционных движениях 1847—48 годов, принадлежал к партии либералов, объявивших Римскую республику, и в 1849 году поочередно занимал места вице-президента и председателя Учредительного собрания. Он участвовал в обороне города от 40-тысячных французских войск, отправленных его двоюродным братом, Луи Бонапартом. После поражения итальянской республиканской армии и вступления французов в Рим в июле 1849 года бежал во Францию. Однако уже при высадке в Марселе правительство Луи Бонапарта запретило ему пребывание во Франции, а когда он, несмотря на это, продолжил своё путешествие в Париж, то был арестован в Орлеане и отправлен в Гавр, откуда отплыл в Англию.
Только позже удалось ему выхлопотать себе право возвращения в Париж, где он и жил с середины 1850 года, занимаясь естественными науками, и в 1854 году сделался директором Парижского сада растений. В это время, кроме «Conspectus systematum Mastozoologiae» (Лейден, 1850), он опубликовал «Conspectus generum avium» (томы 1 и 2, Лейден, 1850 г.), а также ряд монографий (напр. «Monographie des Soxiens», 1850 г.). В 1855 году был избран иностранным членом Шведской королевской академии наук. Он умер 29 июля 1857 года в Париже. После его смерти вышло ещё одно большое сочинение: «Iconographie des Pigeons non figurés» (Париж, 1858).
Имя Шарля-Люсьена увековечено в латинских названиях нескольких видов птиц: горный тинаму (Nothocercus bonapartei), бонапартова чайка, золотобрюхий инка (Coeligena bonapartei), Gymnobucco bonapartei.

## Потомство

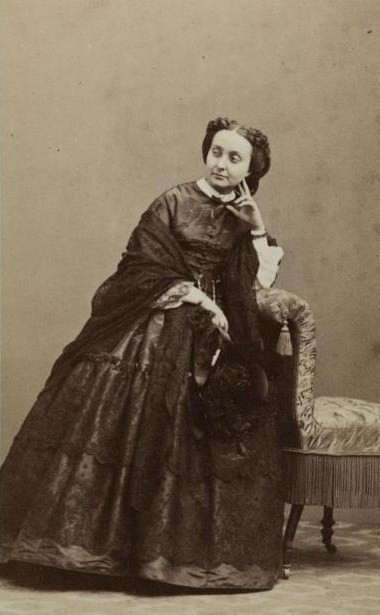
Шарлотта Бонапарт, графиня Примоли ди Фолья

В браке с двоюродной сестрой родилось 12 детей:
1. Жозеф (Joseph Lucien Charles Napoléon, 1824—1865), 3-й князь Канино и Музиньяно
2. Александрина (Alexandrine Gertrude Zénaïde, 1826—1828)
3. Люсьен (Lucien Louis Joseph Napoléon, 1828—1895), 4-й князь Канино и Музиньяно, кардинал
4. Жюли (Julie Charlotte Pauline Zénaïde Laetitia Désirée Bartholomée, 1830—1900); муж — дон Алессандро дель Галло, маркиз ди Роккаджовине (1826—1892)
5. Шарлотта (Charlotte Honorine Joséphine Pauline, 1832—1901); муж — граф Пьетро Примоли ди Фолья (1821—1883)
6. Леони (Léonie Stéphanie Elise, 1833—1839)
7. Мари (Marie Désirée Eugénie Joséphine Philomène, 1835—1890); муж — граф Паоло Кампелло делла Спина (1829—1917)
8. Аугуста (Augusta Amélie Maximilienne Jacqueline1836—1900); муж — дон Плачидо, кн. Габриэлли (1832—1911)
9. Наполеон Шарль (Napoléon Charles Grégoire Jacques Philippe, 1839—1899), 5-й князь Канино и Музиньяно; жена — Мария Кристина (1842—1907), княжна Русполи
  1. Зинаида Евгения (Zénaïde Eugénie, 1860—1862)
  2. Мари (Marie Léonie Eugénie Mathilde Jeanne Julie Zénaïde, 1870—1947); муж — Энрико Готти (1867—1920)
  3. Евгения (Eugénie Laetitia Barbe Caroline Lucienne Marie Jeanne, 1872—1949); муж — Наполеон Ней (1870—1928), принц Москворецкий, герцог Эльхингенский
10. Батильда (Bathilde Aloïse Léonie, 1840—1861); муж — граф Луи де Комбасерес (1832—1868)
11. Альбертина (Albertine Marie Thérèse, 1842—1842)
12. Альбер (Альберто) (Charles Albert, 1843—1847)